# Laguna El Rodeo

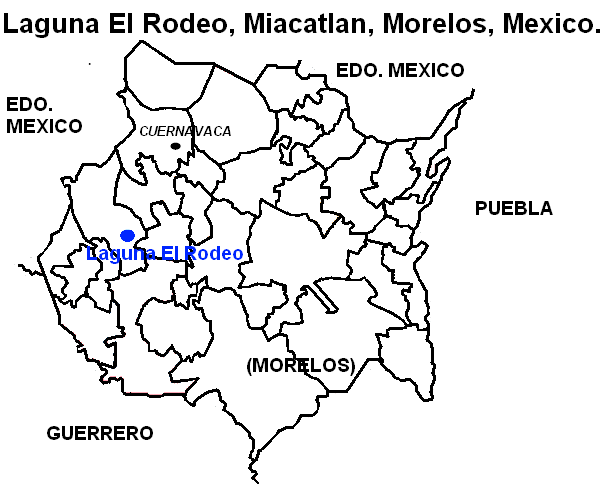
Ubicación de la laguna El Rodeo

La laguna El Rodeo está ubicada en el municipio de Miacatlán en el estado de Morelos en México; se ubica geográficamente en el poniente del estado.
Esta es conocida como laguna, pero en realidad es una presa de riego, iniciaron los trabajos en enero de 1936 se terminaron y se inauguró durante el mandato del presidente Lázaro Cárdenas del Río en 1937.

## Capacidad
Esta presa tiene una capacidad de 28 millones m³, pero en 2009 tras varias reparaciones de fugas de agua en el subsuelo, donde se perdía un porcentaje del líquido almacenado, se aprobó no llenar la presa a su máxima capacidad por lo que sólo se llenará con 18 millones m³.

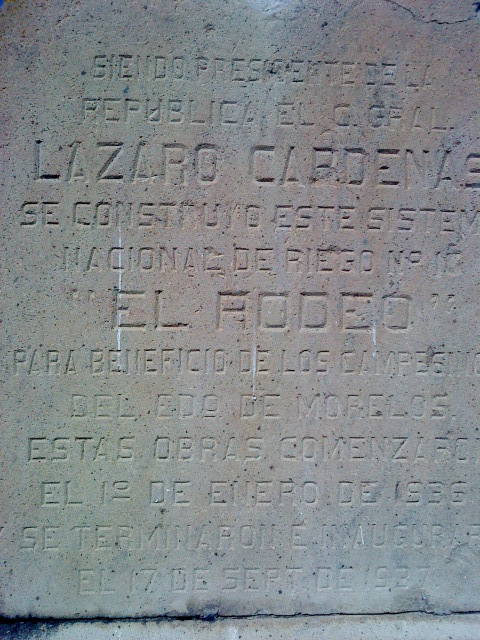
Placa en la Laguna El Rodeo

La presa tiene una capacidad de riego de 1362 ha y se extiende en la parte central sur del Miacatlán y al norte de Mazatepec para un beneficio de 1,192 personas.

## Forma de llenado
La forma de llenado se realiza por medio de un canal llamado "Los perritos" este inicia en el río Tembembe a la altura de la zona arqueológica de Xochicalco y se dirige hacia el sur, tiene una longitud aproximada de 6 km hasta llegar a la presa el rodeo.

## Fauna

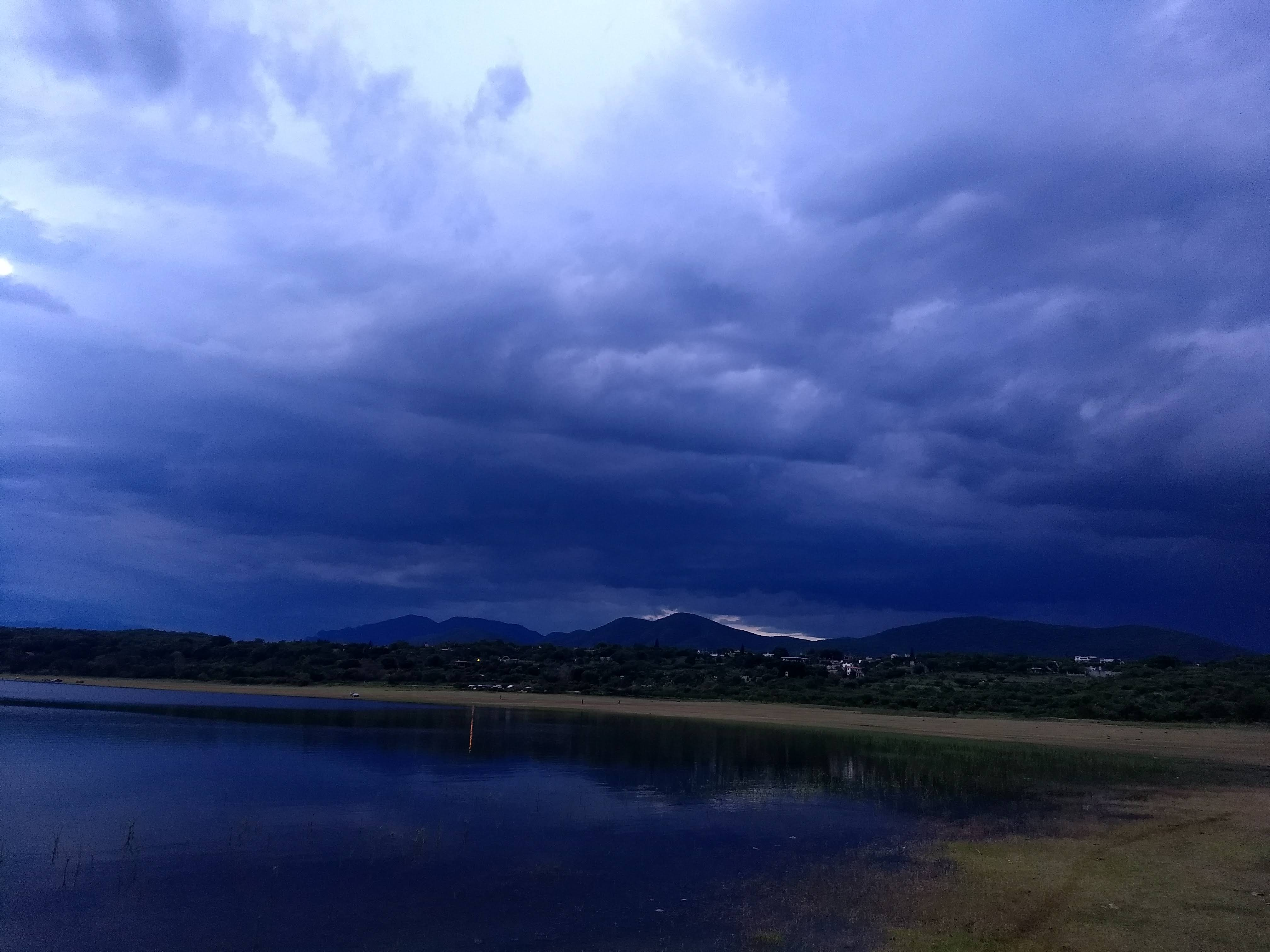
Laguna El Rodeo 2018

La laguna tiene una gran variedad de aves, peces y mamíferos:
- Aves
  - Garza blanca.
  - Pato triguero (en invierno).
  - Martín pescador.
  - Gavilanes
  - Águilas
  - Paloma ala blanca
  - Zopilote
  - Colibrí

- Peces
  - Mojarra (Tilapia)
  - Bagre (escaso)
  - Lobina boca negra

- Mamíferos
  - Tlacuaches
  - Zorrillos
  - Armadillos
  - Mamíferos domésticos como: vacas, caballos, perros y gatos.

- Datos: Q5969047
- Multimedia: Laguna El Rodeo / Q5969047